# Joyce Mpanga
Joyce Rovincer Mpanga (nascida Masbe, Mityana, 22 de janeiro de 1934 – 18 de novembro de 2023) foi uma política de Uganda e membro do Lukiiko desde 2009. Mpanga foi Ministra da Mulher em Desenvolvimento de 1988 a 1989 e Ministra de Estado para o Ensino Primário de 1989 a 1992. Fora do governo de Uganda, Mpanga foi um membro do Parlamento de 1996 a 2001 para o distrito de Mubende.

## Juventude e educação
Mpanga nasceu a 22 de janeiro de 1934 em Mityana, Uganda. Depois de se formar na Faculdade Makerere em 1958, foi para a Universidade de Londres para tirar um Bacharel em Artes e para a Universidade de Indiana para tirar um mestrado em Ciências, em 1962.

## Carreira
Mpanga começou a sua carreira como professora no Makerere College em 1958 e foi directora da Escola Secundária Gayaza, em 1962. Durante o tempo que esteve em Makerere, Mpanga foi eleita para o Conselho Legislativo de Uganda em 1960. Mpagna partiu para a Inglaterra no exílio após o ataque de Lubiri, em 1966, e retornou a Uganda em 1972. Enquanto esteve na Inglaterra, ela era professora de escola primária.
Em 1988, Mpanga tornou-se a primeira Ministra das Mulheres em Desenvolvimento de Uganda e foi sucedida por Gertrude Byekwaso Lubega. No ano seguinte, foi nomeada Ministra de Estado para o Ensino Primário e ocupou este cargo até 1992. Além de servir no governo de Uganda, Mpanga também foi membro do Parlamento pelo Distrito de Mubende, de 1996 a 2001. Entre as suas posições políticas, participou na reformulação da Constituição de Uganda em 1995. Em 2009, Mpanga tornou-se membro do Lukiiko para Buwekula e é uma representante das mulheres para o parlamento de Buganda desde 2011.

## Vida pessoal
Mpanga foi casada e, deste casamento, teve dois filhos.

## Morte
Mpanga morreu no dia 18 de novembro de 2023 aos 89 anos.